# アクアハウス (ゲーム会社)
有限会社アクアハウス（AQUAHOUSE）は、かつて存在した日本のアダルトゲームメーカー・ブランド。同名の出版社とは無関係。

## 概要
有限会社サイ・メイト（現アセンドアイ）の系列企業として、1999年に東京都台東区で設立。発売タイトルは原則としてWindows・Macintosh両対応のハイブリッド仕様であることを売りにしていた。
ブランド設立当初から李KPAが大半の作品で原画家を務めていたが、2003年の李KPA退社に前後してメインブランド・AQUAHOUSE及び系列ブランドは新作の開発を停止。2002年に設立した系列企業の瑞インターナショナル（現・ライドオンワークス）と共に廉価版タイトル開発へ特化する路線に転換を図るも、2006年を最後に事業を停止し公式サイトも閉鎖された。その際、一部のスタッフはアセンドアイへ移り新ブランド・スワンを立ち上げている。
メインブランドのAQUAHOUSE以外に、ボーイズラブ作品のブランド・マリンハートなどを擁していた。

## 作品一覧
AQUAHOUSE
- 1999年
  - 遊女学園
  - 開運戦隊巫女サレンジャー
- 2000年
  - 忍ノ華 〜くの一姉妹の挑戦〜
- 2001年
  - 開運戦隊巫女サレンジャーりべんじ
  - 館の奥さま
- 2002年
  - Raven 〜祈る少女を落とす術〜
  - すきスキお兄ちゃん
  - 出張♪しろがね学園メイド部
  - 淫らな看護婦物語
  - どきドキお兄ちゃん
- 2003年
  - ポルテの魔女っ子レッスン

Serene
- 1999年
  - Spell 〜メイドの囁き〜
- 2000年
  - Webの中の彼女
  - Truth of Mind 〜心の闇に潜む天使と悪魔〜
- 2003年
  - 紅戦記 〜くの一忍び愛〜
  - ユリ色の少女
  - フレグランス
  - 凌辱家庭狂師

Chiffon
- 2000年
  - 大和撫子をさがせ!
- 2001年
  - 今日からアイドル 〜IMITATION DOLL〜
  - Dual Colors
  - 狂育実習マニア
  - VICTIM 〜堕天使の契り〜
  - 看護日誌マニア
  - 令嬢狩り
  - 女狂師マニア
- 2002年
  - 凌辱裁判
  - 姫神楽 〜狂った情炎〜
  - Webの中の天使達
  - 恥辱会議室 〜女部長が地に堕ちる時〜
  - 魅惑の独り妻
- 2003年
  - 妹・恋タル
  - こすぷれ探偵生着替え♪

ヘリオス
- 2000年
  - Clever Magic

### 低価格ブランド
らずべり〜
- 2005年
  - ご奉仕喫茶 〜天使達におまかせ〜 あいり編
  - ご奉仕喫茶 〜天使達におまかせ〜 かおり編

ももかん
- 2006年
  - 淫乱巫女と巨乳メイドと混浴温泉